# È stato bellissimo
È stato bellissimo è un album live in edizione limitata (stampato in 5 000 copie numerate) dei Nomadi, uscito in occasione del XX Tributo ad Augusto Daolio che si è svolto il 25 e 26 febbraio 2012 a Novellara, contenente 14 tracce live estratte da vari concerti che vanno dall'estate 1984 all'estate 1990.
Il titolo È stato bellissimo richiama la frase di rito che diceva Augusto nel finale di ogni suo concerto. Il disco nasce da un'idea di Beppe Carletti dedicato al cantante e leader "carismatico" del gruppo Augusto Daolio.

## Tracce
1. Ed io
2. Come potete giudicar
3. Noi non ci saremo
4. Mi sono innamorato di te
5. Ti voglio
6. Il treno della notte
7. Il paese
8. Ophelia
9. Riverisco (parte 1)
10. Storie di mare
11. Canzone d'amore
12. Suoni
13. Dio è morto
14. È stato bellissimo

## Formazione
- Augusto Daolio - voce
- Beppe Carletti - tastiere
- Chris Dennis - chitarra
- Cico Falzone - chitarra
- Umberto Maggi - basso
- Dante Pergreffi - basso
- Paolo Lancellotti - batteria
- Daniele Campani - batteria